# Pons-nibbelproces
Knabbelen ofwel het pons-nibbelproces is een verspanende bewerking waarbij kleine overlappende hapjes uit plaatmateriaal worden verwijderd. Deze hapjes volgen een patroon waardoor het werkstuk als het ware wordt “uitgeknipt”. Het is een variant op ponsen. 
Met knabbelen kan men tot 1 meter materiaal per seconde bewerken. Knabbelen kan toegepast worden bij plaatmateriaal van 0,2 tot 10 mm dik met een maatnauwkeurigheid van ±0,1 mm. Over het algemeen is de spoorbreedte 2 tot 6 mm breed, afhankelijk van het formaat van de pons. Knabbelen kan toegepast worden op zowel vlak als gebogen plaatmateriaal.
Door het nemen van kleine hapjes blijft de benodigde kracht laag en is de kans op vervorming van de plaat minder groot. Ook is er geen sprake van warmtevervorming.
Kenmerkend is dat de rand enigszins gegolfd is, waardoor soms nabewerking nodig is.

## Gereedschap

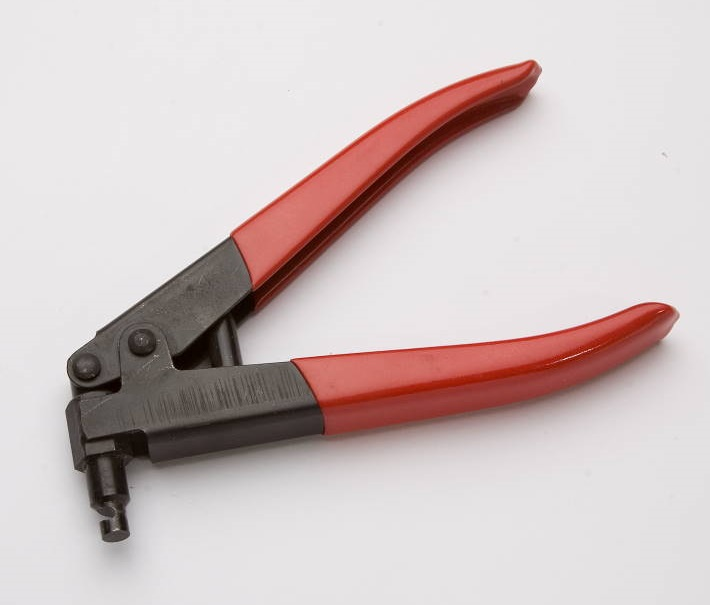
Een handmatige knabbeltang

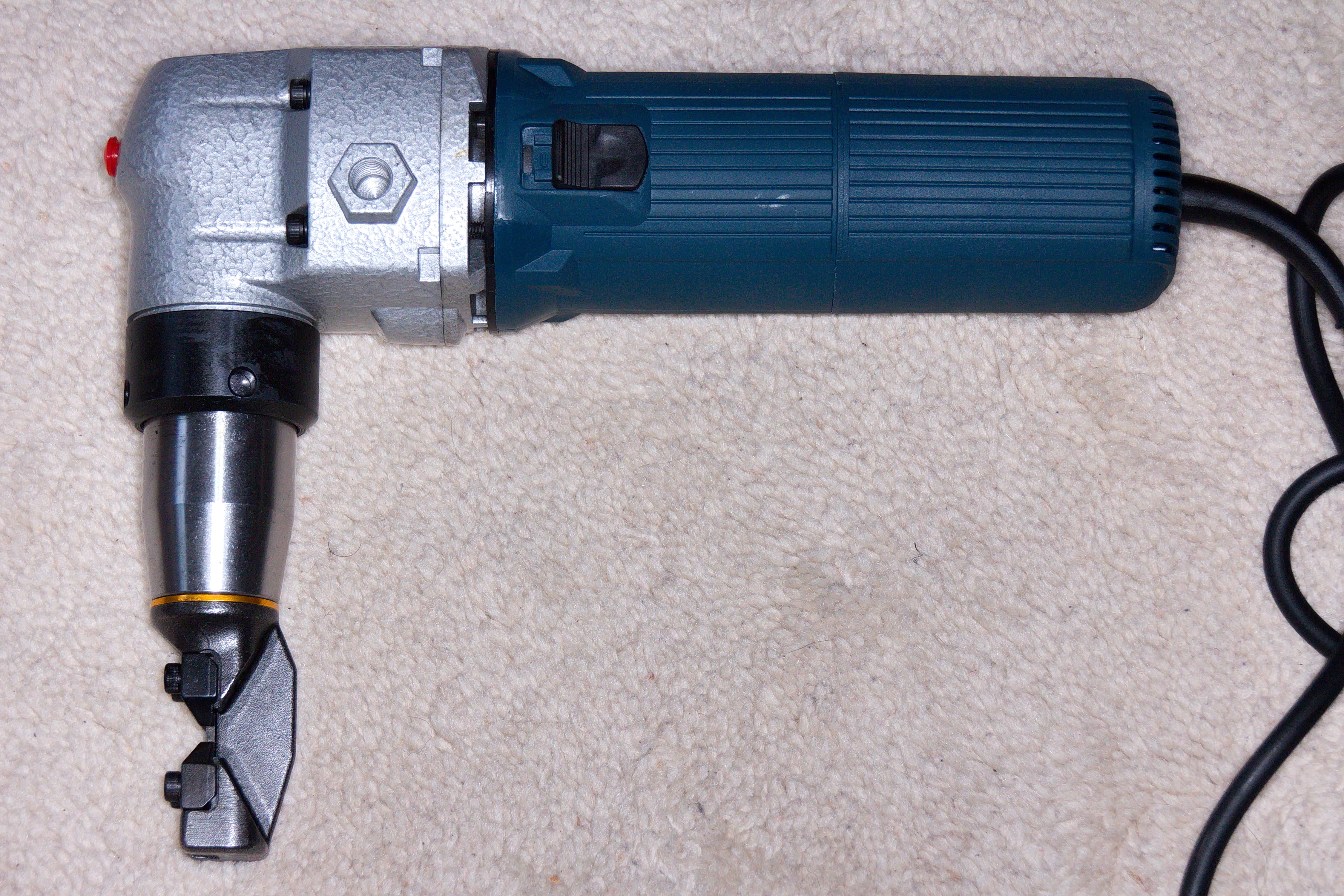
Een elektrische knabbeltang

Knabbelen kan zowel machinaal als met de hand.
Met een handmatige knabbeltang - ook aangeduid als knabbelschaar - kan men dun plaatmateriaal van maximaal 1 tot 1,5 mm (afhankelijk van het materiaal) bewerken. Dit werktuig bestaat uit een pons en een stempel. De pons drukt het materiaal door de stempel heen waardoor het losscheurt.
Deze tang kan ook elektrisch of pneumatisch uitgevoerd zijn. Het grote voordeel hiervan is dat dit een stuk sneller werkt dan met de hand. Ook kunnen er dikkere platen gesneden worden. Men moet echter wel rekening houden met geluidsoverlast.
Ook kan men gebruik maken van industriële ponsmachines. Door de plaat na elke slag steeds een stukje op te schuiven kan men met een (CNC) ponsmachine hetzelfde resultaat bereiken. Dit wordt vaak gedaan als het maken van een ponsmatrijs niet rendabel is, bijvoorbeeld bij kleinere productieseries.
Nadelen zijn de ruwheid van het werkstuk en het vormen van bramen. Ook moet het gereedschap goed onderhouden worden. Slijtage van de pons kan zichtbaar zijn in het werkstuk.